# Nm (Unix)
L'ordre nm, present en les últimes versions de Unix i sistemes operatius similars, s'usa com ajuda a la depuració de programes en examinar Arxius binaris, incloent biblioteques, mòduls objecte i executables.
La seva sortida mostra la taula de símbols, concretament una línia per cada símbol que es trobi a la biblioteca o arxiu objecto especificat. De cada símbol especifica la seva grandària en bytes, el tipus d'objecte, el seu àmbit i el seu nom. La sortida de nm distingeix entre diversos tipus de símbol. Per exemple, diferencia entre una funció que és subministrada per un mòdul d'objecte i una funció que és requerida per ell.
El Projecte GNU incorpora una implementació de nm en el paquet GNU Binutils.